# Heimenhausen
Heimenhausen är en ort och kommun i distriktet Oberaargau i kantonen Bern, Schweiz. Kommunen har 1 201 invånare (2023).
I kommunen finns även orterna Wanzwil och Röthenbach bei Herzogenbuchsee. Dessa var tidigare självständiga kommuner, men inkorporerades 1 januari 2009 i Heimenhausen.